# Campionati africani di atletica leggera 2018 - Lancio del disco femminile
Il concorso del lancio del disco femminile ai Campionati africani di atletica leggera di Asaba 2018 si è svolto il 3 agosto allo Stadio Stephen Keshi.

## Risultati
| Class   | Atleta             | Nazione       | #1    | #2    | #3    | #4    | #5    | #6    | Risultati | Note |
| ------- | ------------------ | ------------- | ----- | ----- | ----- | ----- | ----- | ----- | --------- | ---- |
| Oro     | Chioma Onyekwere   | Nigeria       | x     | 56.68 | 58.09 | 55.69 | 57.59 | 54.55 | 58.09     |      |
| Argento | Chinwe Okoro       | Nigeria       | 54.34 | 55.83 | 57.37 | 54.68 | x     | x     | 57.37     |      |
| Bronzo  | Ischke Senekal     | Sudafrica     | x     | 53.82 | x     | 51.15 | x     | x     | 53.82     |      |
| 4       | Riette Heyns       | Sudafrica     | 50.88 | 50.42 | 52.20 | 52.41 | 51.44 | 51.15 | 52.41     |      |
| 5       | Jessica Inchude    | Guinea-Bissau | 38.16 | 47.72 | 46.07 | 46.45 | 49.44 | 47.17 | 49.44     |      |
| 6       | Yolandie Stander   | Sudafrica     | 45.05 | x     | x     | x     | x     | 48.35 | 48.35     |      |
| 7       | Amira Sayed        | Egitto        | 46.76 | 46.81 | X     | 44.59 | 47.67 | 48.02 | 48.02     |      |
| 8       | Edwige Angounougou | Camerun       | 38.30 | 41.49 | 42.74 | 44.63 | 41.98 | 43.72 | 44.63     |      |
| 9       | Roselyn Rakamba    | Kenya         | x     | 39.46 | 42.23 |       |       |       | 42.23     |      |
| 10      | Merhawit Tsehaye   | Etiopia       | x     | 35.33 | x     |       |       |       | 35.33     |      |